# Gräberfelder von Holsthum
Die Gräberfelder von Holsthum sind mehrere Grabfelder unterschiedlicher Zeitstellung auf der Gemarkung der Ortsgemeinde Holsthum im Eifelkreis Bitburg-Prüm in Rheinland-Pfalz.

## Beschreibung
Die Region um Holsthum war schon früh besiedelt, was durch wiederholte Funde von Gräbern nachgewiesen werden konnte. Es handelt sich um acht Örtlichkeiten in einem Bereich südlich sowie westlich der Ortsgemeinde. Entdeckt wurden sieben Funde aus der Zeit der Römer sowie ein undatierter Fund. Unter den Bestattungen überwiegen Brandgräber deutlich.

## Liste der Grabfelder
In der folgenden Liste finden sich alle bisher bekannten Fundorte von Gräberanlagen auf der Gemarkung von Holsthum:
| Fundort                                           | Geokoordinaten                  | Beschreibung             | Zeitstellung                    | Archäologische Befunde |
| ------------------------------------------------- | ------------------------------- | ------------------------ | ------------------------------- | --- |
| Südlich des Ortes an der K19 in einer Ackerfläche | 49° 52′ 38″ N, 6° 24′ 14,5″ O   | Brandgrab                | Vorrömisch: Bis ca. 500 v. Chr. | Entdeckung 1958. Scherben eines grobkeramischen Gefäßes sowie Leichenbrand. Möglicherweise spätlatènezeitlich. Rund 80 m südlich ein weiterer Grabhügel mit römischer Aschenkiste. Zudem zwei verfallene Steingebäude sowie Trümmer und zwei Mardellen. |
| Südwestlich des Ortes in einem Waldgebiet         | 49° 52′ 54,4″ N, 6° 23′ 55,7″ O | Brandgräberfeld          | Römisch                         | Fundstelle 1/2: Verschiedene Abdeckungssteine unterschiedlicher Formen aus dem 2. Jahrhundert. Plattengräber aus jeweils vier senkrecht stehenden Steinplatten mit fehlender Abschlussplatte. Zudem Steinkisten mit eingearbeiteter Vertiefung in einem Steinblock. |
| Westlich des Ortes in einem Waldgebiet            | 49° 52′ 59,3″ N, 6° 23′ 49,2″ O | Brandgräberfeld          | Römisch                         | Fundstelle 2/2: Verschiedene Abdeckungssteine unterschiedlicher Formen aus dem 2. Jahrhundert. Kisten- und Plattengräber mit unterschiedlichen Abdeckungen, u. a. auch ein Hüttengrabstein. Zwei weitere ungewöhnliche Grabsteine in Form einer Pyramide und eines Obelisken. Verwendung teils auch als Bekrönung von Hügelgräbern. Spärliche Keramikfunde aus dem frühen 2. Jahrhundert n. Chr. |
| Südlich des Ortes in einer Ackerfläche            | 49° 53′ 11,7″ N, 6° 24′ 40,1″ O | Brandgräberfeld          | Römisch                         | Ausgedehntes frührömisches Brandgräberfeld, teilweise 1981 durch das Rheinische Landesmuseum Trier untersucht. Entdeckung von acht Grabgrubengräbern mit spärlicher Ausstattung. Datierung in die Zeit des Augustus und Tiberius. Der Umfang des Gräberfeldes wird auf rund 100 Bestattungen geschätzt.                                                                                          |
| Südwestlich des Ortes in einem Waldgebiet         | 49° 52′ 53,9″ N, 6° 23′ 18,8″ O | Halbtonnengrab           | Römisch                         | Fund einer Fundamentplatte mit einem Tonnen- oder Halbwalzenstein als Abdeckstein. Der Stein ist innen hohl und wurde über den Leichenbrand mit den Beigaben gestellt. Häufig mehrfache Nutzung des Grabes. Der Abdeckstein weist eine symbolische Mondsichel auf, vermutlich gab es ursprünglich weitere Inschriften. Eine Skizze des Grabes findet sich in der Kulturdatenbank.                |
| Südlich des Ortes in einem Waldgebiet             | 49° 52′ 36,2″ N, 6° 25′ 6,6″ O  | Hügelgräber Gründelhecke | Undatiert                       | Kleine Gruppe von insgesamt sechs Hügelgräbern. Zeitstellung unbekannt. |
| Südwestlich des Ortes in einem Waldgebiet         | 49° 52′ 56,3″ N, 6° 23′ 54,8″ O | Aschenkisten             | Römisch                         | Kistenförmige, in den Felsen eingemeißelte Vertiefungen. Diese dienten zur Aufnahme der Urnen sowie des Leichenbrandes. |
| Südwestlich des Ortes in einem Waldgebiet         | 49° 52′ 49,5″ N, 6° 24′ 32,5″ O | Brandgräberfeld          | Römisch                         | Sechs bis sieben römische Brandgräber, die 1967 ausgegraben wurden. Bei der Untersuchung teilweise schon zerstört gewesen. Vermutlich Teil eines größeren Bestattungsplatzes. Neben dem Leichenbrand unter den Beigaben auch Fragmente von Keramik. Teilweise Aschenkisten-Bestattungen. |

## Erhaltungszustand und Denkmalschutz
Die Gräberanlagen, die sich innerhalb der Waldgebiete befinden, sind größtenteils noch vor Ort erhalten und wurden zudem fotografisch dokumentiert (siehe Kulturdatenbank). Die beiden Gräberfelder innerhalb der Ackerflächen sind durch den landwirtschaftlichen Einfluss nicht mehr in ursprünglicher Form erhalten.
Die Gräberfelder sind als eingetragene Kulturdenkmäler im Sinne des Denkmalschutzgesetzes des Landes Rheinland-Pfalz (DSchG)  unter besonderen Schutz gestellt. Nachforschungen und gezieltes Sammeln von Funden sind genehmigungspflichtig, Zufallsfunde an die Denkmalbehörden zu melden.